# Toripalimab
Le toripalimab est un anticorps monoclonal dirigé contre la protéine Programmed cell death 1 (ou PD1) et utilisé dans le traitement de certains cancers. Il s'agit d'un inhibiteur de point de contrôle.

## Efficacité
En association avec une chimiothérapie, il augmente la durée de rémission des cancers des voies aéro-digestives supérieures, dans les formes récidivantes ou métastatiques.
Dans le mélanome métastatique, dans sa forme asiatique, il permet d'obtenir une réponse, parfois complète. Il est en cours de test dans le carcinome urothélial avec de bons résultats.